# Беггров, Иван Петрович
Иван Петрович Беггров (нем. Johann Friedrich Beggrow; 2 (13) декабря 1793, Рига — 5 (17) февраля 1877, Санкт-Петербург) — русский гравёр немецкого происхождения.

## Биография
Родился 2 (13) декабря 1793 года в Риге в семье часовщика Петера-Иоахима Беггрова и Катарины-Регины, урождённой Гетц (нем. Goetz); старший брат Карла Петровича Беггрова.
Был учеником гравёра Сальваторе Карделли, затем преподавал рисование в Москве и Санкт-Петербурге. В 1817 году открыл на Невском проспекте в Санкт-Петербурге одну из первых в России частных литографий и магазин по продаже произведений искусства.
С 1820 года работал печатным мастером в литографии Министерства иностранных дел, в 1859 году был назначен комиссионером Петербургской Академии художеств «по продаже печатаемых в её стенах эстампов и сношениям с заграницей», возглавлял Школу печатного дела Императорского Русского Технического общества.
Умер 5 (17) февраля 1877 в Санкт-Петербурге. Был похоронен на Смоленском лютеранском кладбище; могила не сохранилась.
Иван Беггров известен серией гравюр в издании «Коллекция двенадцати гравированных картин, представляющих следствия достопамятнейших побед, одержанных над неприятелем Российскою армией в 1812 году» по рисункам Сальваторе Карделли и иллюстрациями к книге Друвиля «Путешествие в Персию в 1812 и 1813 годах».

## Семья
Был женат дважды. В первом браке (с 13 апреля 1819) — на нем. Katharina Joans; вторая жена (с 6 марта 1823) — нем. Dorothea-Henriette Bueck. У супругов известно о двоих сыновьях:
- Иван (1828—1888), инженер-технолог
- Фёдор (1835—1885), пианист, выпускник Лейпцигской консерватории, профессор Петербургской консерватории (с 1879). Его дочь —  Ольга — художница.